# Estação Château d'Eau
Château d'Eau é uma estação da linha 4 do Metrô de Paris, localizada no 10.º arrondissement de Paris.

## História
A estação foi inaugurada em 21 de abril de 1908.
Sua denominação vem da rue du Château-d'Eau, que leva este nome porque no início do século XIX, o cruzamento da rue du Faubourg-du-Temple e do boulevard du Temple formava uma pequena praça (no local do baluarte da Porte du Temple no Muro de Carlos V), que era conhecida até 1879 a place du Château-d'Eau. Seu nome veio da Fontaine de Girard que serviu de castelo d'água e que a decorou de 1811 a 1867, data a qual foi substituída pela Fontaine de Davioud. A pequena praça tornou-se em 1880 a Place de la République, a fonte deixando a praça o Monument à la République.
Em 2011, 4 842 822 passageiros entraram nesta estação. Ela viu entrar 4 059 164 passageiros em 2013, o que a coloca na 119ª posição das estações de metrô por sua frequência.
Em 1 de abril de 2016, metade das placas nominativas nas plataformas da estação foram substituídas pela RATP para fazer um dia da mentira no período do dia, como em outras doze estações. Château d'Eau (Castelo d'água) foi humoristicamente renomeada "Château de sable" ("Castelo de areia").

## Serviços aos Passageiros

### Acessos
A estação possui dois acessos:
- Acesso 1: r. du Château d'Eau, entrada e saída, vendas (autômatos) e informações (guichê), saída na calçada na frente do 51/53, boulevard de Strasbourg, na esquina da rue du Château-d'Eau;
- Acesso 2: bd de Strasbourg, saída pela escada rolante na frente do 40, boulevard de Strasbourg, acessível depois da plataforma direção Porte de Clignancourt.

Eles são encimadas por duas edículas Guimard que foram inscritas como monumento histórico pelo decreto de 29 de maio de 1978.

### Plataformas
Château d'Eau é uma estação de configuração padrão: ele tem duas plataformas laterais, separadas pelas vias do metrô. Estabelecido abaixo do solo, o teto constitui em um tabuleiro metálico, onde as vigas, de cor prateada, são suportadas pelos pés-direitos verticais. A decoração é do estilo "Ouï-dire" de cor verde: a faixa de iluminação, da mesma cor, é suportada pelos consoles curvos em forma de foice. A iluminação direta é branca enquanto que a iluminação indireta, projetada no teto, é multicolorida. As vigas metálicas suportando o tabuleiro metálico são prateadas. As telhas em cerâmica cinza são grandes, quadradas e planas e recobrem os pés-direitos e os tímpanos. Os quadros publicitários são verdes e cilíndricos e o nome da estação é escrito com a fonte Parisine em placa esmaltada. As plataformas são equipadas com assentos "assis-debout" cinzas.

### Intermodalidade
A estação é servida pelas linhas 38, 39 e 47 da rede de ônibus RATP e, à noite, pelas linhas N13 e N14 da rede de ônibus Noctilien.

## Pontos turísticos
- Prefeitura do 10.º arrondissement